# Hevelius (cràter)

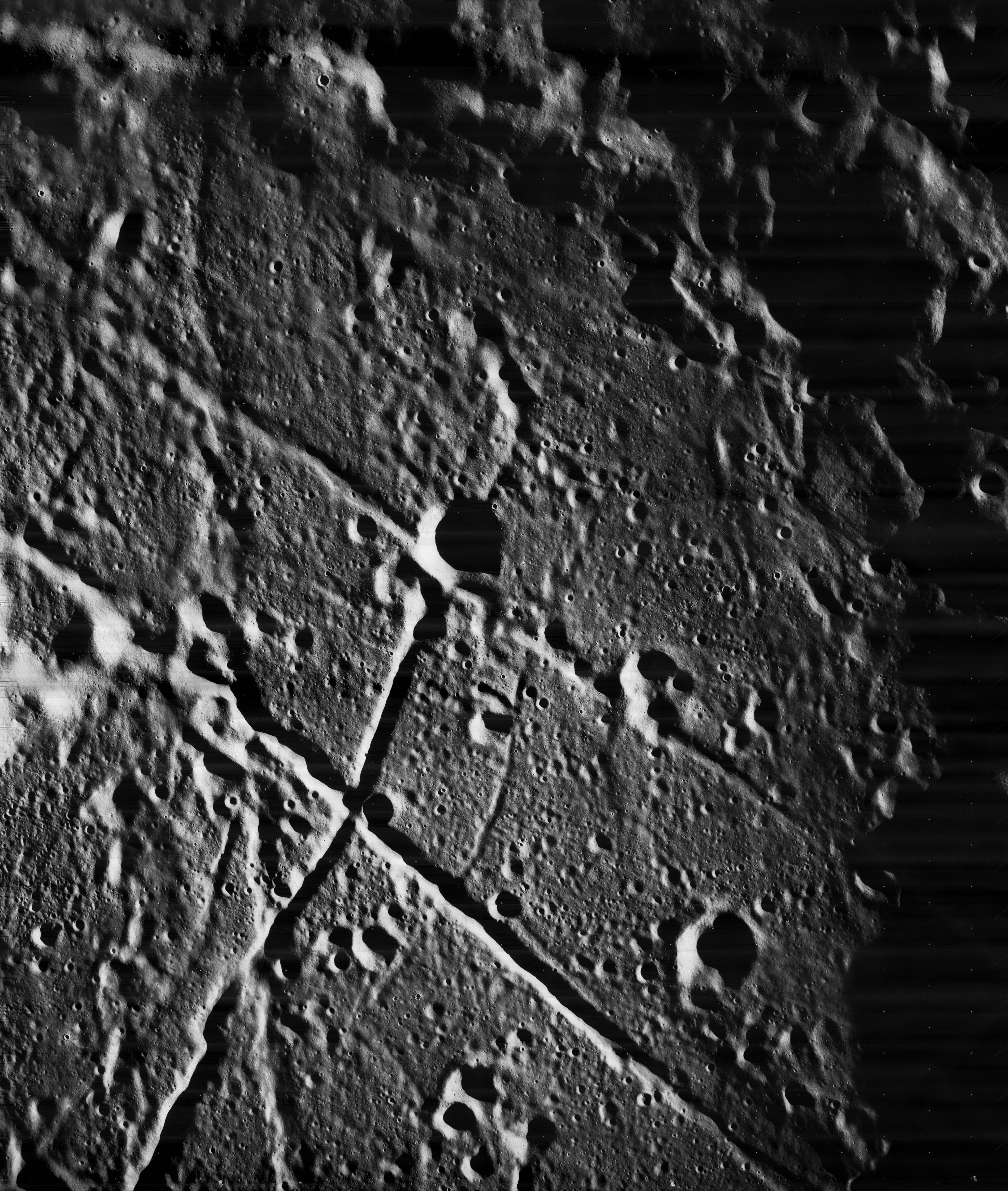
Vista propera de la Rimae Hevelius amb un angle del sol baix, en la part nord-est del fons del cràter (missió Lunar Orbiter 3)

Hevelius és un cràter d'impacte lunar amb un brocal d'escassa altura, situat en l'extrem occidental de l'Oceanus Procellarum. Deu el seu nom a l'astrònom Johannes Hevelius. El cràter més petit, encara que molt visible, Cavalerius està unit al bord nord per crestes baixes. Al sud de Hevelius apareixen els cràters Lohrmann i Grimaldi, aquest últim de color més fosc.

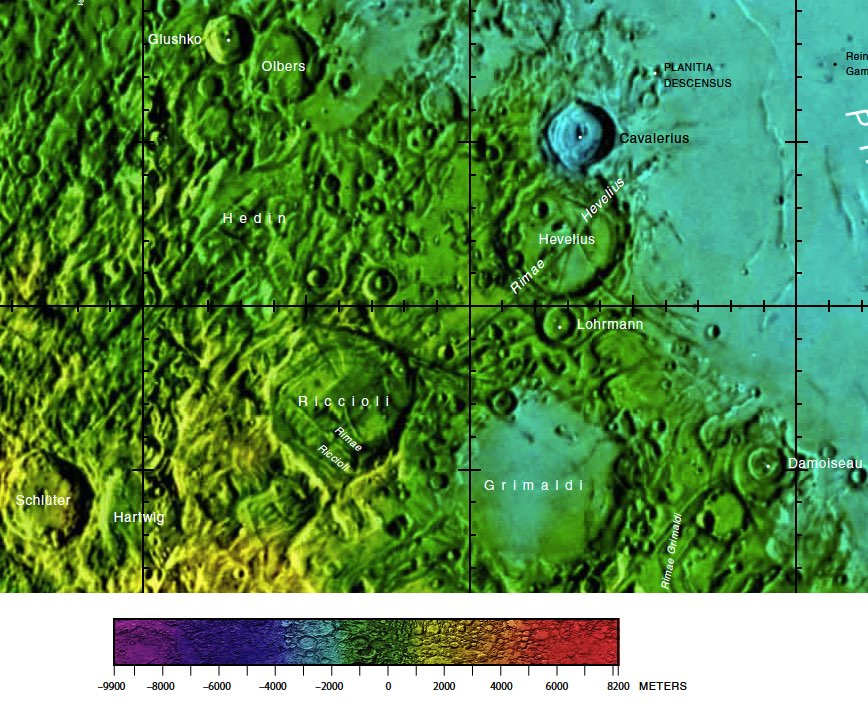
Localització d'Hevelius (Quadrant superior dret)

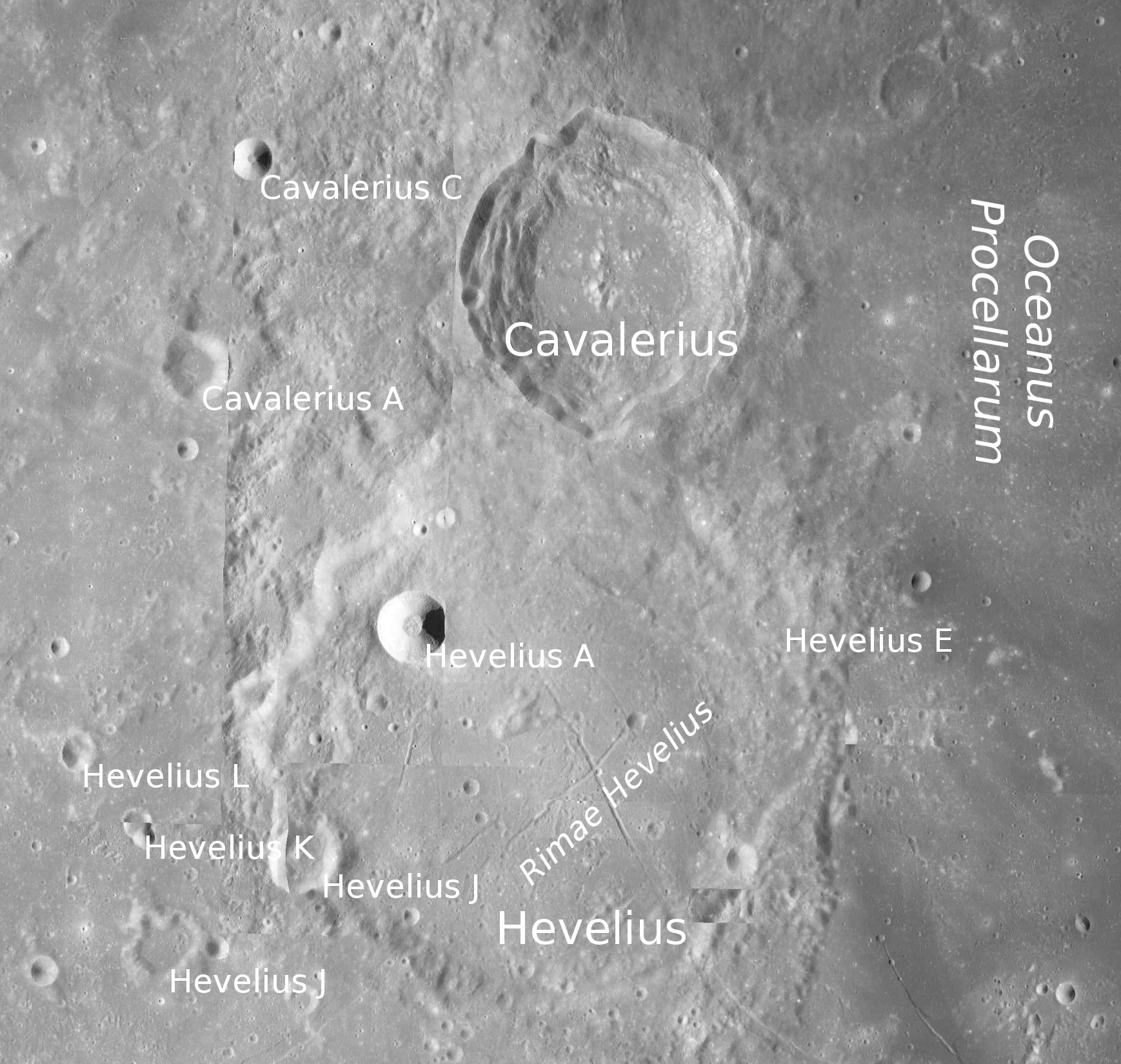
Hevelius i Cavalerius. Fotografia de la missió Lunar Reconnaissance Orbiter

Només la vora baixa i erosionada d'Hevelius s'eleva per sobre de la superfície de la mar lunar circumdant. La paret occidental està recoberta per diversos petits impactes. El sòl pla del cràter ha estat inundat per la lava, sent travessat per un sistema de petites esquerdes denominat Rimae Hevelius. Posseeix un pic central d'un quilòmetre d'altura, desplaçat al nord-oest del punt central del cràter. La part nord-est de l'interior és més irregular i conté una cresta recta amb rumb sud-est, amb un petit cràter situat en el nord-oest de la plataforma interior del cràter, prop de la paret interna.
Hevelius és de vegades citat com Hevel, el nom de l'astrònom en alemany (Hevelius és una forma llatinitzada).

## Cràters satèl·lit
Per convenció aquests elements s'identifiquen en els mapes lunars col·locant la lletra en el costat del punt central del cràter que està més proper a Hevelius.
|          | \| Hevelius \| Coordenades \| Diàmetre \| \| -------- \| ---------------------------------- \| -------- \| \| A \| 2° 54′ N, 68° 06′ O / 2.9°N,68.1°O \| 14 km \| \| B \| 1° 24′ N, 68° 48′ O / 1.4°N,68.8°O \| 14 km \| \| D \| 3° 06′ N, 60° 48′ O / 3.1°N,60.8°O \| 8 km \| \| E \| 2° 54′ N, 65° 42′ O / 2.9°N,65.7°O \| 9 km \| \| J \| 0° 42′ N, 69° 42′ O / 0.7°N,69.7°O \| 14 km \| \| K \| 1° 30′ N, 70° 00′ O / 1.5°N,70.0°O \| 6 km \| \| L \| 2° 00′ N, 70° 18′ O / 2.0°N,70.3°O \| 7 km \| |          |
| Hevelius | Coordenades | Diàmetre |
| A        | 2° 54′ N, 68° 06′ O / 2.9°N,68.1°O | 14 km    |
| B        | 1° 24′ N, 68° 48′ O / 1.4°N,68.8°O | 14 km    |
| D        | 3° 06′ N, 60° 48′ O / 3.1°N,60.8°O | 8 km     |
| E        | 2° 54′ N, 65° 42′ O / 2.9°N,65.7°O | 9 km     |
| J        | 0° 42′ N, 69° 42′ O / 0.7°N,69.7°O | 14 km    |
| K        | 1° 30′ N, 70° 00′ O / 1.5°N,70.0°O | 6 km     |
| L        | 2° 00′ N, 70° 18′ O / 2.0°N,70.3°O | 7 km     |